# Вірус папіломи людини
Вірус папіломи людини (англ. human papillomavirus (HPV)) — вірус із родини папіломавірусів, що має здатність до реплікації в людському організмі. Як і решта представників папіломавірусів, HPV має властивість інфікувати кератиноцити шкіри або слизової оболонки.
Більшість відомих типів HPV мають асимптоматичний перебіг, проте деякі з них викликають утворення бородавок, а також розвиток злоякісних новоутворень шийки матки, вагіни, пеніса, глотки та ануса.

## Симптоми та синдроми

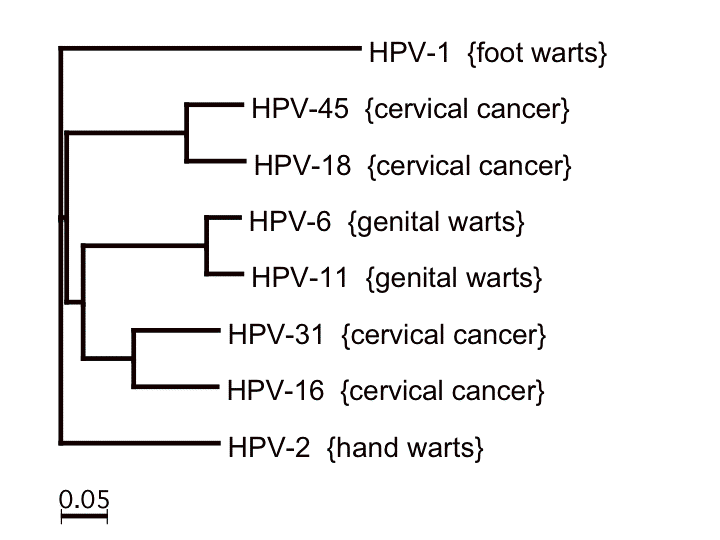
Відомі типи HPV та ассоційовані з ними хвороби

Наразі визначено більше ніж 200 типів HPV, кожен із яких ідентифікується за певним номером. Типи 16, 18, 31, 33, 35, 39, 45, 51, 52, 56, 58, 59, 68, 73 та 82 належать до канцерогенних HPV «високого ризику» щодо перенесення статевим шляхом та можуть призводити до утворення цервікальної інтраепітеліальної неоплазії (CIN), вагінальної інтраепітеліальної неоплазії (VIN), інтраепітеліальної неоплазії пеніса (PIN), та/або анальної інтраепітеліальної неоплазії (AIN).
| Хвороба                             | Тип HPV |
| ----------------------------------- | --- |
| Бородавки                           | 2, 7 |
| Бородавки поверхні долоней          | 1, 2, 4, 63 |
| Плоскі бородавки                    | 3, 10, 8 |
| Аногенітальні бородавки             | 6, 11, 42, 44 та інші |
| Анальні пошкодження                 | 6, 16, 18, 31, 53, 58 |
| Генітальні карциноми                | - Найвищий ризик: 16, 18, 31, 45 - Інші високого ризику: 33, 35, 39, 51, 52, 56, 58, 59 - Відносно високого ризику: 26, 53, 66, 68, 73, 82 |
| Бородавчаста епідермодисплазія      | Понад 15 типів |
| Хвороба Хека (оральна)              | 13, 32 |
| Оральні папіломи                    | 6, 7, 11, 16, 32 |
| HPV-позитивний орофарингеальний рак | 16 |
| Верукозна кіста                     | 60 |
| Ларингеальний папіломатоз           | 6,11 |

### Рак

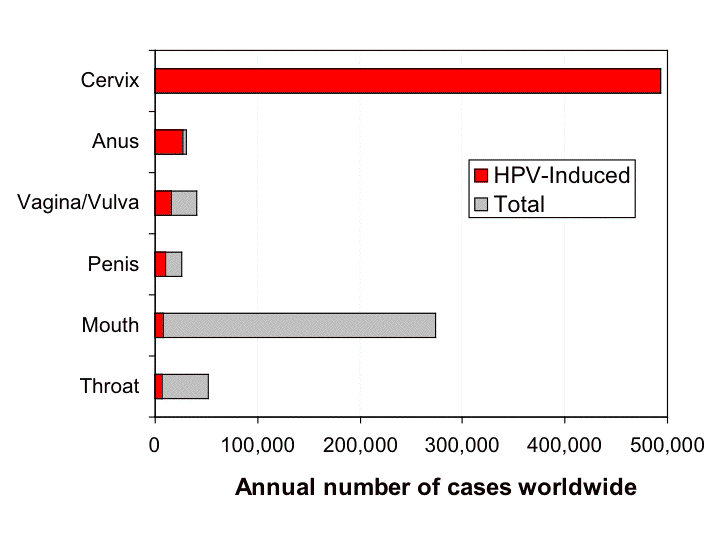
Кількість щорічно зареєстрованих HPV-індукованих злоякісних новоутвореннь.

У серпні 2012 року в медичній базі даних Medscape оприлюднено презентацію про ризик раку при HPV. У таблиці нижче продемонстровано рівні захворюваності на HPV-індуковані види раку протягом 2004—2008 в США.
| Локалізація раку      | Середня кількість випадків | Зв'язок з HPV | Зв'язок з HPV 16/18 |
| --------------------- | -------------------------- | ------------- | ------------------- |
| Шийка матки           | 11 967                     | 11 500        | 9100                |
| Вагіна                | 3136                       | 1600          | 1400                |
| Матка                 | 729                        | 500           | 400                 |
| Пеніс                 | 1046                       | 400           | 300                 |
| Анус (жінки)          | 3089                       | 2900          | 2700                |
| Анус (чоловіки)       | 1678                       | 1600          | 1500                |
| Ротоглотка (жінки)    | 2370                       | 1500          | 1400                |
| Ротоглотка (чоловіки) | 9356                       | 5900          | 5600                |
| Загалом (жінки)       | 21 291                     | 18 000        | 15 000              |
| Загалом (чоловіки)    | 12 080                     | 7900          | 7600                |

В усьому світі у 2002 році було зареєстровано 561 200 нових випадків раку, асоційованих з HPV (5,2 % від загальної кількості нових випадків раку), що робить цю інфекцію одним з найвагоміших етіологічних чинників розвитку злоякісних новоутворень. 84 % випадків раку шийки матки були серед жінок, які проживають у країнах, що розвиваються, тоді як у розвинених країнах цей показник склав 50 % серед вперше діагностованих карцином.
Приблизно дюжина типів HPV (включаючи типи 16, 18, 31 та 45) належать до так званих типів «високого ризику» через їх властивість призводити до розвитку раку шийки матки, раку прямої кишки, вагінального раку та раку пеніса.  Декілька типів HPV, зокрема 16, асоційовані з HPV-позитивним раком ротоглотки, що належить до злоякісних новоутворень голови та шиї.